# Maria Dadi Soares Magno

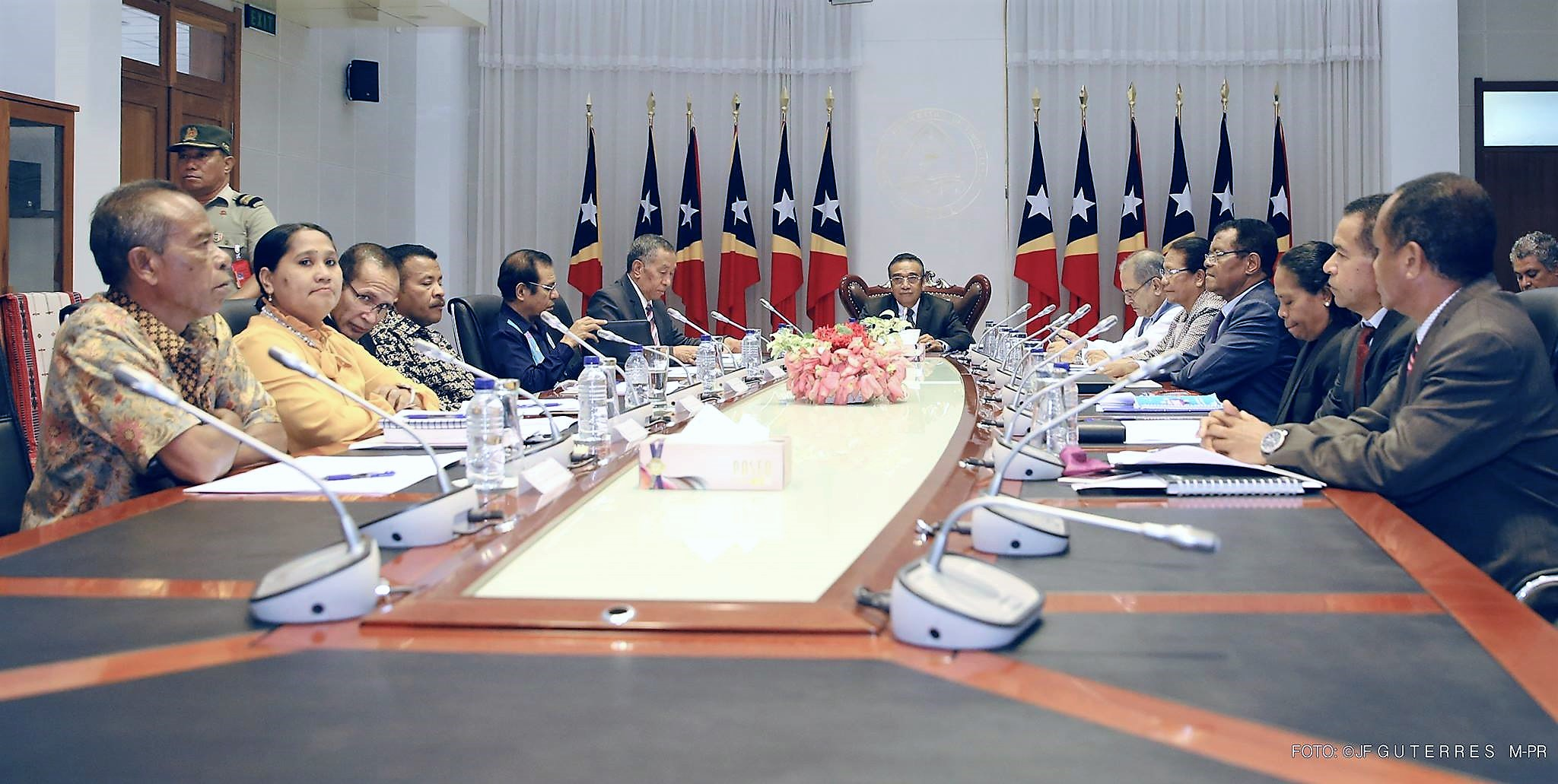
Magno bei einer Sitzung des Staatsrates 2019, auf der linken Seite des Tisches

Maria Dadi Soares Magno ist eine osttimoresische Jugendaktivistin. Sie ist Präsidentin des Conselho Nasional Joventude Timor-Leste (CNJTL).
Am 23. Oktober 2017 wurde Magno von Präsident Francisco Guterres in den Staatsrat Osttimors berufen. Das Amt hatte sie bis 2023 inne. 